# Ștefan Vlădoiu
Ștefan Vlădoiu est un footballeur roumain né le 28 décembre 1998 à Alunu. Il joue au poste d'arrière droit au Győri ETO FC.

## Palmarès
Dunărea Călărași
- Coupe de Roumanie (1) :
  - Vainqueur : 2020-21.